# Acht van Chaam
Die Acht van Chaam (auch: 8 van Chaam, oder kurz: De Acht) ist ein im niederländischen Chaam ausgetragenes Radsport-Kriterium. Es findet am ersten Mittwoch nach Beendigung der Tour de France, meist Ende Juli, statt.
Erstmals wurde das Rennen 1933 für Berufs-Radfahrer ausgetragen. Zwischen 1994 und 1997 gehörte es zum offiziellen Rennkalender der UCI. Seit 1998 gilt es wieder als Kriterium. Eine Rundenlänge beträgt heute rund 4,5 km. Bis 1995 gab es auch ein Rennen für Amateure.
Acht van Chaam ist Teil des Immateriellen Kulturerbes der Niederlande.

## Geschichte
1898 gründete sich in Chaam in der südniederländischen Provinz Noord-Brabant der Radsportverein „Steeds voorwaarts“ (niederl. „Immer vorwärts“). Nach verschiedenen anderen Radsportevents veranstaltete dieser am 30. Mai 1933 die erste Acht van Chaam. An Siegprämien waren insgesamt 275 Gulden ausgelobt, bei 75 Cent Antrittsgebühr. Es ist das älteste Kriterium für Radprofis der Niederlande.
Die Strecke hat die Form einer – namensgebenden – „8“ (Acht), mit Start und Ziel an der örtlichen Kirche. Seit 1992 wird – mit Unterbrechungen – auch ein Rennen für Frauen ausgerichtet. Mit der UCI-Kategorisierung 1994 musste, den Regularien entsprechend, die Strecke auf 12 km verlängert werden. Mit deren Ende 1998 wurde der Parcours zu einem normalen Rundkurs mit 4 km Länge verändert, der für eine Gesamtdistanz von 100 Kilometer 25-mal zu umrunden war. Seit 2010 ist die Streckenführung wieder „8“-förmig und hat heute eine Länge von 4580 Metern.
2013 fand die 75. Austragung der Acht van Chaam statt. Die Veranstaltung wird von der Stiftung Acht van Chaam organisiert und hat jährlich etwa 20.000 Besucher. In früheren Zeiten kamen bis zu etwa 60.000 Besucher in den 4.000-Einwohner-Ort. Zum kulturellen Vorfeld gehört auch die (Miss-)Wahl zur Rondemiss. Am Vorabend zur Acht van Chaam findet eine volksfestartige Nacht van Chaam statt. Um das Fortbestehen des Rennens finanziell zu sichern ist die Vorveranstaltung seit 2014 eintrittspflichtig.
Seit April 2014 ist Acht van Chaam Teil des nationalen immateriellen Kulturerbes des Königreichs Niederlande.

## Sieger
Rekordsieger des Rennens sind die Belgier Karel Kaers und Rik Van Steenbergen sowie der niederländische Lokalmatador Jo de Roo mit jeweils drei Siegen. Rekordhalterin bei den Frauen ist mit vier Siegen die Niederländerin Marianne Vos.

### Männer
| - 2022 Fabio Jakobsen - 2020–2021 keine Austragung - 2019 Egan Bernal - 2018 Tom Dumoulin - 2017 Chris Froome - 2016 Stef Clement - 2015 Robert Gesink - 2014 Niki Terpstra - 2013 Marcel Kittel - 2012 Bauke Mollema - 2011 Johnny Hoogerland - 2010 Niki Terpstra - 2009 Laurens ten Dam - 2008 Óscar Freire - 2007 Koos Moerenhout - 2006 Michael Boogerd - 2005 Tom Boonen - 2004 Ivan Basso - 2003 Servais Knaven - 2002 Erik Dekker - 2001 Servais Knaven - 2000 Marco Pantani - 1999 Michael Boogerd - 1998 Jeroen Blijlevens - 1997 Adrie van der Poel - 1996 Mike Weissmann - 1995 George Hincapie - 1994 Serhij Uschakow - 1993 Eddy Bouwmans - 1992 Jean-Paul van Poppel | - 1991 Gert-Jan Theunisse - 1990 Gerrit Solleveld - 1989 Jelle Nijdam - 1988 Steven Rooks - 1987 Erik Breukink - 1986 Adrie van der Poel - 1985 Eddy Planckaert - 1984 Jacques Hanegraaf - 1983 Henk Lubberding - 1982 Johan van der Velde - 1981 Roy Schuiten - 1980 Jan Raas - 1979 Gerrie Knetemann - 1978 Gerrie Knetemann - 1977 Dietrich Thurau - 1976 Aad van den Hoek - 1975 Tino Tabak - 1974 Piet van Katwijk - 1973 Joop Zoetemelk - 1972 Tino Tabak - 1971 Marinus Wagtmans - 1970 Jan Krekels - 1969 Johan van Katwijk - 1968 Marinus Wagtmans - 1967 Jo de Roo - 1966 Gerben Karstens - 1965 Cees Lute | - 1964 Jo de Roo - 1963 Jo de Roo - 1962 Willy Vannitsen - 1961 Rik Luyten - 1960 Rik Van Steenbergen - 1959 Joop van der Putten - 1958 Rik Van Steenbergen - 1957 Frans Mahn - 1956 Rik Van Steenbergen - 1955 Wim van Est - 1954 Gerrit Voorting - 1953 Wim van Est - 1952 Wout Wagtmans - 1951 Karel Leysen - 1950 Wout Wagtmans - 1949 John Braspennincx - 1948 André de Korver - 1947 Cees Joosen - 1941–46 nicht ausgetragen - 1940 Cor de Groot - 1939 Gerrit Schulte - 1938 Karel Kaers - 1937 Gerrit van de Ruit - 1936 Karel Kaers - 1935 Karel Kaers - 1934 Frans Dictus - 1933 Thijs van Oers |

### Frauen
| - 2022 Nina Kessler - 2020–2021 keine Austragung - 2019 Marianne Vos - 2018 Marianne Vos - 2017 Marianne Vos - 2016 Marianne Vos - 2015 Thalita de Jong - 2014 Marianne Vos - 2013 nicht ausgetragen | - 2012 Nina Kessler - 2011 Marianne Vos - 2010 Chantal Blaak - 2009 Marianne Vos - 2008 Vera Koedooder - 2007 Marianne Vos - 2006 Suzanne de Goede | - 2005 nicht ausgetragen - 2004 Leontien Zijlaard-van Moorsel - 2003 Vera Koedooder - 2002 Leontien Zijlaard-van Moorsel - 2001 Leontien Zijlaard-van Moorsel - 1993–2000 nicht ausgetragen - 1992 Monique Knol |